# Santa Rosa del Sur
Santa Rosa del Sur è un comune della Colombia facente parte del dipartimento di Bolívar.
Il centro abitato venne fondato da Alonso Ramírez de Orellana nel 1540, mentre l'istituzione del comune è del 1940.